# Joseph Hall
Joseph Hall (1789 - 1862) fue un maestro de forja inglés, inventor de una decisiva mejora en el horno de pudelar ideado por Henry Cort.

## Semblanza
Formado desde 1806 en la producción de hierro tal y como se practicaba en los hornos de pudelación desarrollados por Cort, realizó ensayos para reaprovechar los residuos generados por el proceso. Después de haber puesto restos de fundición a calentar en el horno con algunos residuos producto del pudelado (que son ricos en óxidos de hierro), descubrió con sorpresa que toda la mezcla comenzaba a hervir violentamente. Al final de la reacción, recuperó el conjunto en forma de bola, que resultó ser hierro de calidad aprovechable.
En 1830, encontró los fondos para fundar una fábrica en Tipton, Bloomfield Ironworks, que se convirtió en Bailey, Barrows and Hall en 1834. Continuando con sus pruebas, pudo depositar en 1839 una patente para la reutilización del subproducto denominado "bulldog", que era el residuo del pudelado vertido fuera del horno y luego tostado para su reutilización. Esta escoria, rica en óxido de hierro, favorecía la reacción y era fácilmente fusible: Hall la utilizó como relleno para el hogar refrigerado desarrollado por Samuel Baldwin Rogers.
Los inventos de Rogers y Hall permiten el desarrollo del proceso de pudelado graso (o de ebullición), lo que hizo posible tanto convertir hierro fundido de mala calidad en hierro de mejores características (mediante el control de la composición química del "bulldog"), como aumentar la productividad de los hornos (gracias a que el revestimiento utilizado reaccionaba activamente con la carga).
En 1849, Hall se mudó a una pequeña casa en Handsworth pero continuó visitando sus fábricas. En 1857 publicó un pequeño volumen describiendo sus contribuciones al progreso de la siderurgia. Su compatriota John Percy (1817-1889) criticó severamente este escrito:

[Hall] estableció sus derechos acerca de la prioridad del proceso de burbujeo y sobre varias otras mejoras relacionadas con el proceso del pudelado, con tanto menos tacto, puede decirse, cuanto más ostentación puso en ello. Era sobre todo un hombre práctico y, como todos los empiristas, demostró que ignoraba la ciencia de su arte, mientras que tenía una fuerte disposición a jugar a ser teórico. Es lamentable que J. Hall decidiera escribir [un volumen relatando sus experiencias].

Hall murió en su casa de Handsworth en 1862.